# Franciszek Kareu
Franciszek Kareu, né le 10 décembre 1731 à Orcha, aujourd'hui en Biélorussie et décédé le 11 août 1802 à Polotsk, fut le vicaire temporaire de la Compagnie de Jésus en Russie de 1799 à 1801. Par le même bref Catholicae fidei approuvant l'existence des jésuites en Russie, le pape Pie VII le nomme supérieur général de la Compagnie de Jésus en Russie (1801-1802).

## Jeunesse et formation
Issu d'une famille anglaise installée en Russie, il suivit le cursus scolaire normal, lettres et philosophie, à Orcha, avant de rejoindre les jésuites. Deux années de noviciat à Vilnius (1754-56) furent suivies par une période d'enseignement à Kražiai (1756-58). Après des études de théologie à Pinsk (1759-63), il y fut ordonné prêtre en 1762.

## Carrière
Après avoir été missionnaire à Minsk, Niasvij et Sloutsk, Kareu vint en 1768 au collège de Polotsk, où il étudia l'architecture sous la direction de Gabriel Lenkiewicz, parallèlement à la philosophie et aux mathématiques (1769-1772). Étant proche de Stanislaus Czerniewicz et de Lenkiewicz, il participa à leurs efforts pour soutenir et accompagner les jésuites, dont la situation, même en Russie, restait précaire.
Nommé recteur du collège d'Orcha en 1782 il participa aux Congrégations régionales de 1782 et 1785, qui élurent successivement Czerniewicz et Lenkiewicz, vicaires temporaires en Russie. En 1785, Kareu devint recteur du collège de Polotsk, le plus prestigieux collège jésuite de Russie. Il contribua à son rayonnement par la création d'une imprimerie d'où sortirent des manuels scolaires ainsi que des traités philosophiques et théologiques et des livres de dévotion.

## Congrégation régionale (Pologne)
Le 12 février 1799, Kareu fut élu vicaire général au premier tour. Il eut d'abord à traiter rapidement le difficile problème de l'évêque de Moguilev, qui s'octroyait le droit de nommer les provinciaux et les recteurs. Kareu lança un appel à l'empereur Paul Ier, qui rendit son indépendance à la Compagnie et lui confia plusieurs projets en Lituanie et à Saint-Pétersbourg (église de Saint-Catherine). La suggestion par l'empereur d'un établissement d'enseignement secondaire à Saint-Pétersbourg fut également acceptée, mais il ne put être mis en œuvre en raison de la mort de Paul Ier, assassiné en mars 1801. Son successeur, l'empereur Alexandre Ier, était beaucoup moins favorable à la Compagnie.

## Supérieur général
Grâce à l'intervention d'un jésuite établi à Parme depuis 1793, à une lettre de Kareu et avec le soutien d'une lettre de l'empereur Paul Ier — et malgré une forte opposition de l'Espagne —, le pape Pie VII reconnut officiellement l'existence de la Compagnie en Russie par le bref Catholicae fidei du 7 mars 1801. Dans le même document, le pape déclarait que Kareu pourrait utiliser le titre de supérieur général, mais seulement en Russie. Les contacts avec les ex-jésuites se multiplièrent, surtout grâce à l'efficacité de son adjoint, Gabriel Grüber.
Des demandes d'affiliation personnelle aux Jésuites de Russie commencèrent à lui arriver. Le recteur de Stonyhurst (Angleterre) demanda l'affiliation du collège à la province russe. Les négociations commencèrent pour une éventuelle union avec les prêtres « paccanaristes ». Le patriarche de Constantinople demanda l'aide des Jésuites. La possibilité d'une restauration complète et universelle de la Compagnie de Jésus ne semblait plus éloignée.

## Décès
Au début de l'année 1801, Kareu commença à souffrir d'asthme. Comme sa santé se détériorait, il nomma un vicaire général pour l'assister. Il mourut à Polotsk le 11 août 1802.

## Source
- (en) Cet article est partiellement ou en totalité issu de l’article de Wikipédia en anglais intitulé « Franciszek Kareu » (voir la liste des auteurs).